# Maximos III. Mazloum
Maximos III. Mazloum (obč. Michel Mazloum; * 1779, Aleppo - 23. srpna 1855, Alexandrie) byl melchitský řeckokatolický patriarcha Antiochie a celého Východu, Alexandrie a Jeruzaléma.

## Život
Po kněžském svěcení v roce 1806 byl pod vlivem svého světitele Germana Adama, zastánce jansenistických názoru Scipiona Ricciho. Po jeho smrti v roce 1809 klérus v Aleppu na příkaz patriarchy Agapia přijal prohlášení v duchu popření jansenismu, a došlo k volbě archieparchy v Aleppu. Klérus byl stále rozdělen, ale patriarcha Agapius prosadil volbu Michela Mazlouma, kterého také konsekroval na archieparchu. Ten přijal jméno Maximos. Nebylo mu však umožněno vstouoit do Aleppa a žil v Ain Traz, kde vedl nový patriarchální seminář. Dvakrát podal demisi (1811 a 1813, nikdy nebyla přijata. Odešel proto do Říma, kde Kongregace pro šíření víry zrušila jeho volbu jako neplatnou. Mazloum se stal titulárním biskupem abydským, později arcibiskupem myrským. Cestoval po Evropě, pobýval i ve Vídni, nakonec v Marseille, kde nechal postavil kostel sv. Mikuláše pro řecké katolíky. Roku 1821 se navrátil do Říma, kde zůstal deset let, věnoval se překladům teologických děl do arabštiny a studiu teologie, takže se stal jedním z nejvzdělanějších melchitů své doby. Až v roce 1831 byl znovu poslán do Sýrie, aby obnovil seminář v Ain Traz.

### Melchitským patriarchou
Po smrti patriarchy Ignáce V. jej synod dne 5. dubna 1833 zvolil většinou hlasů za patriarchu. Volbu potvrdil Svatý Stolec v roce 1836, roku 1837 jej otomanská vláda potvrdila za nejvyššího představitele melchitského milétu. Roku 1838 mu papež Řehoř XVI. udělil jako privilegium čestný titul "patriarcha Antiochie a celého Orientu, Alexandrie a Jeruzaléma". Během své patriarchální vlády zorganizoval dva reformní synody, roku 1835 v Damašku a roku 1849 v Jeruzalémě. Byl zřejmě prvním melchitským patriachou, který zřejmě v roce 1847 přijal záštitu nad Řádem svatého Lazara Jeruzalémského.